# János Süli
János Süli (* 26. leden 1956, Békéscsaba) je maďarský elektrotechnický inženýr, energetik, starosta města Paks v letech 2014 až 2017, od 2. května 2017 do května 2022 zastával ve třetí a čtvrté vládě Viktora Orbána post ministra bez portfeje pro plánování, výstavbu a zprovoznění dvou nových bloků jaderné elektrárny Paks.

## Biografie
Narodil se v revolučním roce 1956 do rodiny učitele v Békéscsabě v tehdejší Maďarské lidové republice. Vyrůstal ve městě Újkígyós. Odmaturoval na střední škole Pollák Antal Villamosipari Szakközépiskola ve městě Szentes. V roce 1980 získal diplom v oboru elektrotechnika na Budapesti Műszaki és Gazdaságtudományi Egyetem (BME). Poté pracoval pro Erőmű Beruházási Vállalat (ERBE) a později pracoval v jaderné elektrárně Paks (MVM Paksi Atomerőmű). V letech 2009 až 2010 byl jejím ředitelem. V komunálních volbách 2014 byl zvolen starostou města Paks. Mandát nedokončil, neboť byl 2. května 2017 jmenován ministrem bez portfeje pro plánování, výstavbu a zprovoznění dvou nových bloků JE Paks ve III. vládě Viktora Orbána.

### Soukromý život
Je ženatý, jeho manželka Edit Süliné Goda pracuje jako elektrotechnik. Mají spolu dvě děti, dceru Anikó a syna Balázse, kteří také studují elektrotechniku.

## Ocenění

### Čestná občanství
- Újkígyós, župa Békés (2010)[4]
- Paks, župa Tolna (2010)

### Ostatní ocenění
- „Pro Urbe Paks Emlékérem” kitüntetés (2007)
- Újkígyósért kitüntetés (2009)
- Bölcske Községért Emlékplakett arany fokozata kitüntetés (2010)
- Paksi Atomerőmű építéséért emlékplakett
- Tolna Megyéért Sport Érem kitüntetés